# Сугмутынъёган (приток Котыгъёгана)
Сугмутынъёган (Сёхмитынгъёган) — река в России, протекает по Ханты-Мансийскому АО. Устье реки находится в 88 км по левому берегу реки Котыгъёган. Длина реки составляет 56 км, площадь водосборного бассейна 284 км².

## Данные водного реестра
По данным государственного водного реестра России относится к Верхнеобскому бассейновому округу, водохозяйственный участок реки — Вах, речной подбассейн реки — бассейн притоков (Верхней) Оби от Васюгана до Ваха. Речной бассейн реки — (Верхняя) Обь до впадения Иртыша.